# Nowy Sącz
Nowy Sącz és una ciutat del voivodat de la Petita Polònia al sud de la República de Polònia. És la capital del districte del comtat de Nowy Sącz com a unitat administrativa separada. És la ciutat més gran de la regió de Beskid Sądecki, així com la tercera ciutat més poblada del voivodat de la Petita Polònia.
Nowy Sącz es troba a la confluència dels rius Kamienica i Dunajec, a uns 20 quilometres (12 milles) al nord de la frontera eslovaca, a la vall de Sądecka, a una altitud de 381 metres (1,250 peus). Està envoltada pels Carpats.
Nowy Sącz és coneguda en alemany com Neu Sandez o Neu Sandec, en hongarès com Újszandec, en rus com Novyj Sanc i en ídix com צאַנז (Tsanz) i נײַ-סאַנץ (Nay-Sants).

## Història
Nowy Sącz va ser fundada el 8 de novembre de 1292 pel rei Venceslau II al lloc d'un poble anterior anomenat Kamienica. A petició del bisbe de Cracòvia i propietari de Kamiemica, Paweł z Przemankowa, Venceslau II li va concedir els drets de Magdeburg, convertint-la en l'única ciutat polonesa fundada pel rei de Bohèmia. El seu nom va ser pres de la ciutat propera de Stary Sącz.

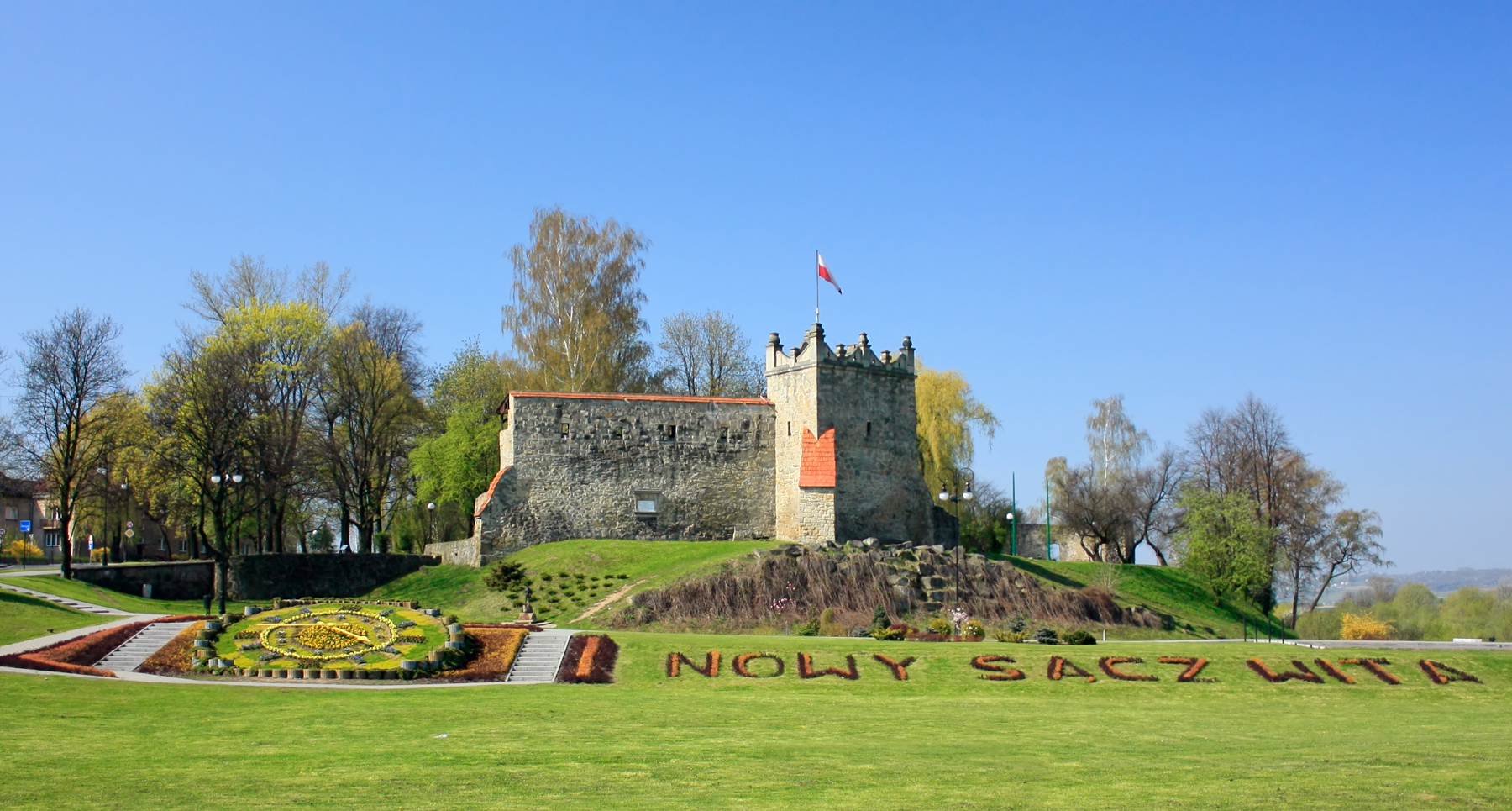
Ruïnes del castell reial de Nowy Sącz

Als segles XIV i XV Nowy Sącz va emergir com un dels centres econòmics i culturals més importants d'aquesta part del Regne de Polònia. La ciutat es va beneficiar de la seva proximitat amb la ruta comercial cap a Hongria a causa dels privilegis concedits pel rei Ladislau I, i més tard pel seu fill Casimir III, per donar-li suport durant la rebel·lió del wojt Albert el 1311–1312. Durant aquells temps, la majoria dels habitants de la ciutat eren colons alemanys anomenats Walddeutsche. Al segle XV produïa productes d'acer i llana, i gairebé rivalitzava amb Cracòvia en les arts visuals. L'any 1329, Nowy Sącz va signar un tractat amb Cracòvia pel qual els comerciants de Cracòvia, de camí cap a Hongria, havien d'aturar-se a Nowy Sącz i els comerciants de Nowy Sącz, de camí a Gdańsk, havien de romandre a Cracòvia. A mitjans del segle xiv, el rei Casimir III hi va fer construir un castell i va envoltar la ciutat amb una muralla defensiva. Nowy Sącz va ser la seu d'un castlà i d'un starosta, i va esdevenir un punt important en el sistema de defensa de la frontera meridional de Polònia. La ciutat va ser també distingida el 1448 quan el bisbe Zbigniew Oleśnicki va promoure una església local a l'estatus de col·legiata.
Nowy Sącz va prosperar al segle xvi i va ser un centre important de la Reforma protestant. El segle d'or va acabar al segle xvii quan el 1611 un gran incendi va destruir gran part de la ciutat i, durant la invasió sueca de Polònia, la ciutat va ser capturada a finals de 1655, cremada i saquejada.

### Particions de Polònia

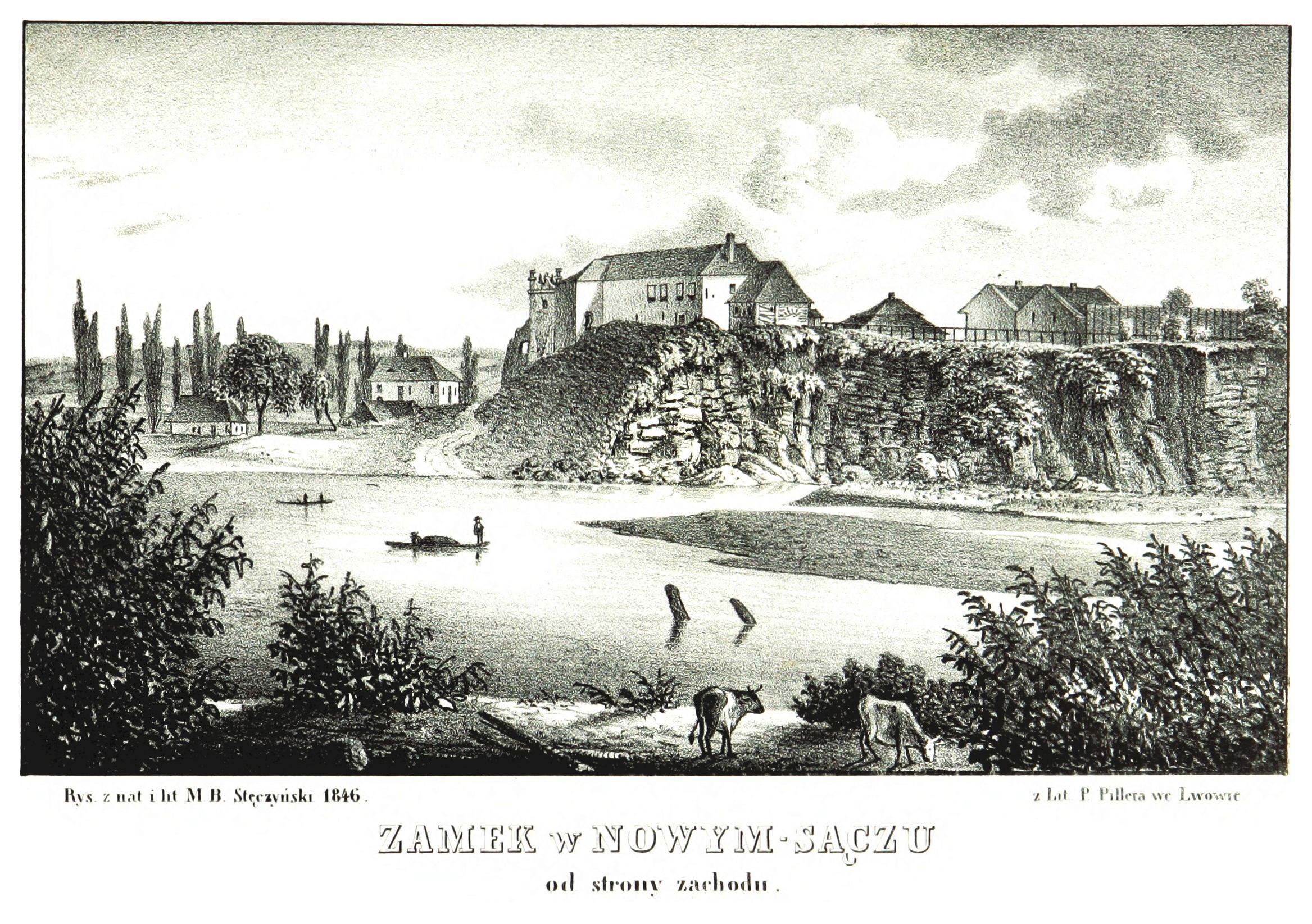
Nowy Sącz a la dècada de 1840

La decadència de la ciutat va continuar al segle xviii, quan Nowy Sącz va patir més destruccions durant la Gran Guerra del Nord i la Confederació de Bar i el castell va ser cremat. El 1772, durant la primera partició de Polònia, la ciutat va ser annexada per l'Imperi Habsburg i es va incorporar al recentment format Regne de Galítzia i Lodomèria, on va romandre fins al novembre de 1918. Nowy Sącz va adquirir un nou protagonisme al segle xix quan les autoritats austríaques van construir un ferrocarril que la connectava amb Viena a la dècada de 1880 i la ciutat era un nucli ferroviari amb un gran taller de reparació de ferrocarrils obert el 1876.
El 17 d'abril de 1894 el centre de Nowy Sącz va cremar en un incendi, amb l'ajuntament i els arxius històrics. En aquella època la ciutat va ser important en la història dels jueus hassídics per a la fundació de la dinastia Sanz durant el segle xix, la precursora de la dinastia Bobov fundada a la propera Bobowa i la dinastia Klausenberg.

### Guerres mundials

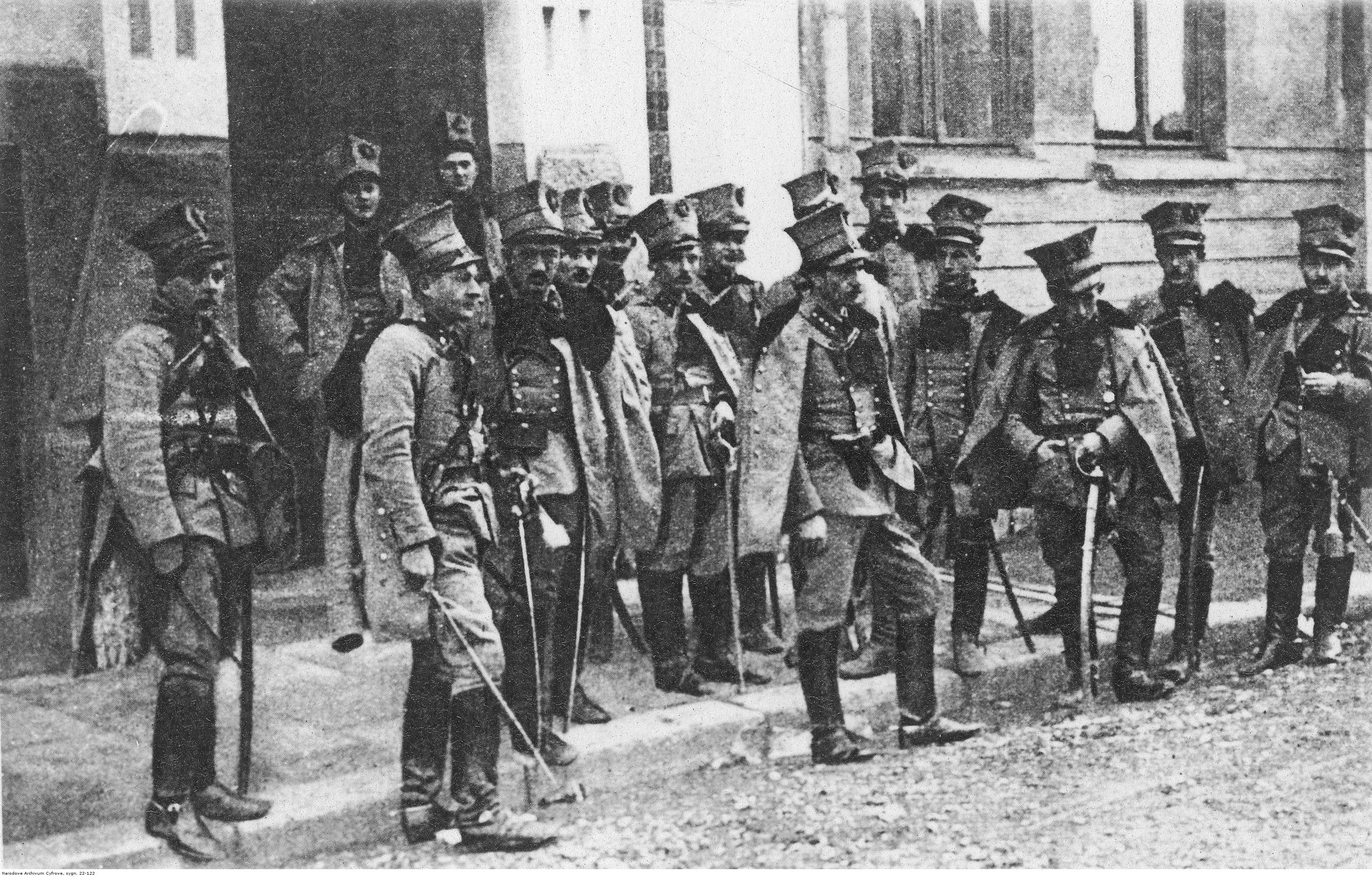
Ulans a Nowy Sącz el 1914

A l'inici de la Primera Guerra Mundial Nowy Sącz va ser ocupada per l'Exèrcit Imperial Rus, fins que va ser expulsat per les Potències Centrals el desembre de 1914. En les etapes finals de la guerra, del 31 d'octubre a l'1 de novembre de 1918, els polonesos estacionats al 10è Regiment d'Infanteria austríac a la ciutat i els membres locals de la secreta Organització Militar Polonesa la van alliberar del domini austríac, gairebé dues setmanes abans que Polònia recuperés la independència. Nowy Sącz i els seus voltants, Nowy Targ i Sanok, van ser reclamats per la República de Lemko (1918–1920) amb capital a Florynka. Dins de la Polònia d'entreguerres, la ciutat va viure una expansió industrial i la fàbrica de ferrocarrils es va expandir. L'any 1936 es va obrir el Museu de Sącz Land al castell reial restaurat. Nowy Sącz tenia una població d'uns 34.000 habitants el 1939.
Durant la invasió de Polònia que va iniciar la Segona Guerra Mundial, l'Alemanya nazi va dur a terme atacs aeris l'1 i el 2 de setembre de 1939, i després les tropes alemanyes van entrar a la ciutat el 6 de setembre. Després, l'Einsatzgruppe va cometre diverses atrocitats contra la població civil. Sota l'ocupació alemanya la ciutat va passar a formar part del Govern General. Els polonesos expulsats el desembre de 1939 de diversos pobles del comtat de Sieradz annexat pels alemanys van ser deportats en trens de mercaderies a Nowy Sącz, mentre que molts locals es trobaven entre els polonesos empresonats a la infame presó de Montelupich a Cracòvia i després assassinats al fort de Krzesławice com a part de la Intelligenzaktion. A causa de la seva proximitat amb Eslovàquia, es trobava en una ruta important per als resistents de l'Armia Krajowa. La Gestapo va ser activa en la captura dels que intentaven travessar la frontera. El juny de 1940, la resistència va rescatar Jan Karski d'un hospital, i un any després 32 persones van ser afusellades com a represàlia per la fugida i altres van ser enviades a camps de concentració.
La comunitat jueva de la regió comptava amb uns 25.000 membres abans de la Segona Guerra Mundial, gairebé un terç de la població de la ciutat era jueva i el 90% va morir o no va tornar. El gueto de Nowy Sącz per a uns 20.000 jueus va ser establert per les autoritats nazis prop del castell. Els seus habitants van ser deportats amb tren al camp de concentració de Belzec durant tres dies l'agost de 1942 i assassinats. A l'altra banda del riu, al cementiri jueu, entre 300 i 500 polonesos van ser executats per ajudar els jueus abans de ser deportats.
L'Exèrcit Roig va alliberar la ciutat el 20 de gener de 1945 i s'hi va establir un règim socialista fins a la dècada del 1980. Al final de la guerra, aproximadament el 60% de la ciutat havia estat destruïda. Nowy Sącz va ser homenatjada pel seu heroisme amb la Creu de Grunwald de tercera classe el 1946. El 1947, gran part de la població lemko, que vivia en pobles al sud-est de la ciutat, va ser deportada en l'Operació Vístula en reacció a l'activitat nacionalista ucraïnesa a la regió.

## Galeria

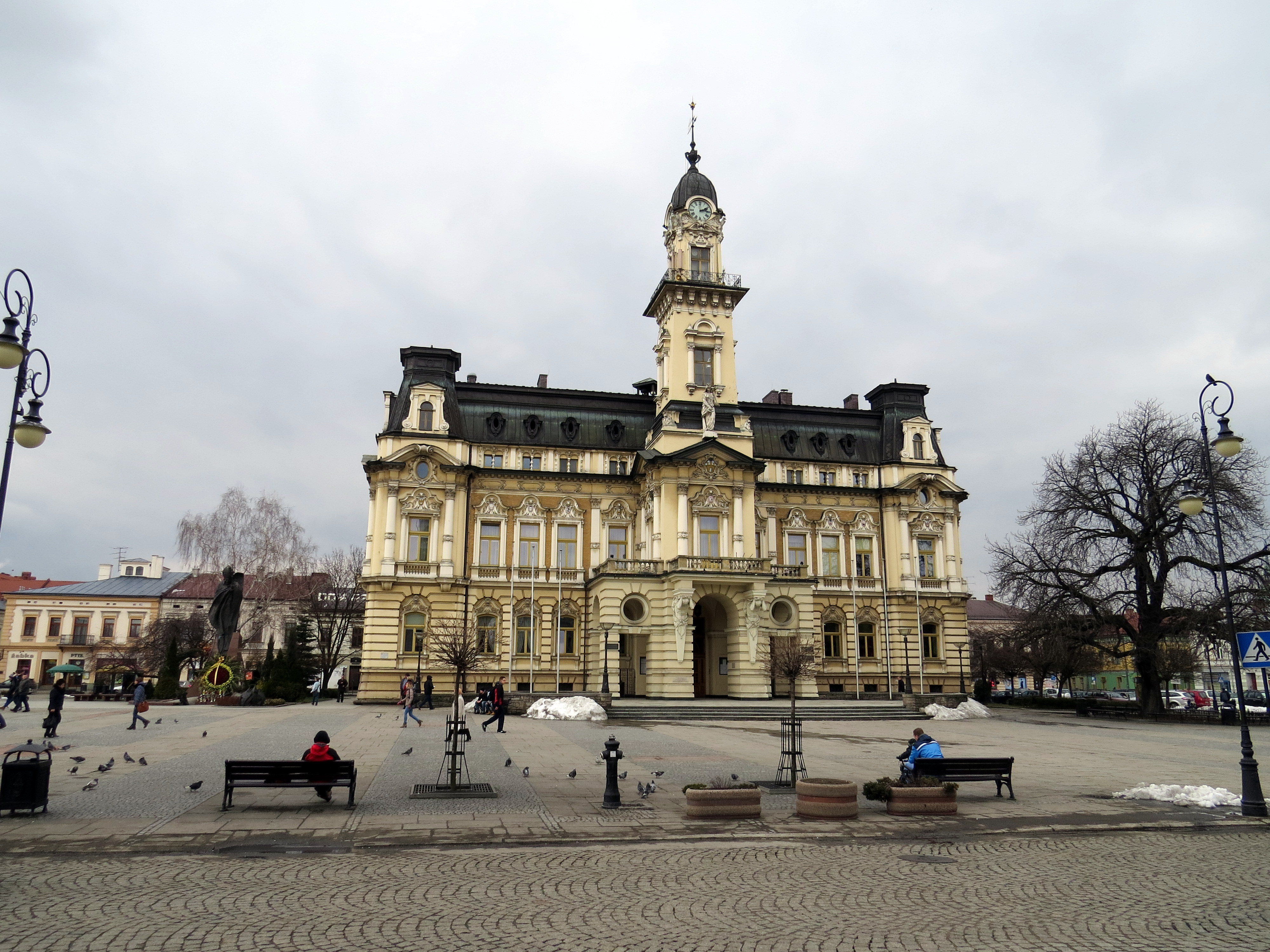
Plaça del Mercat amb l'ajuntament
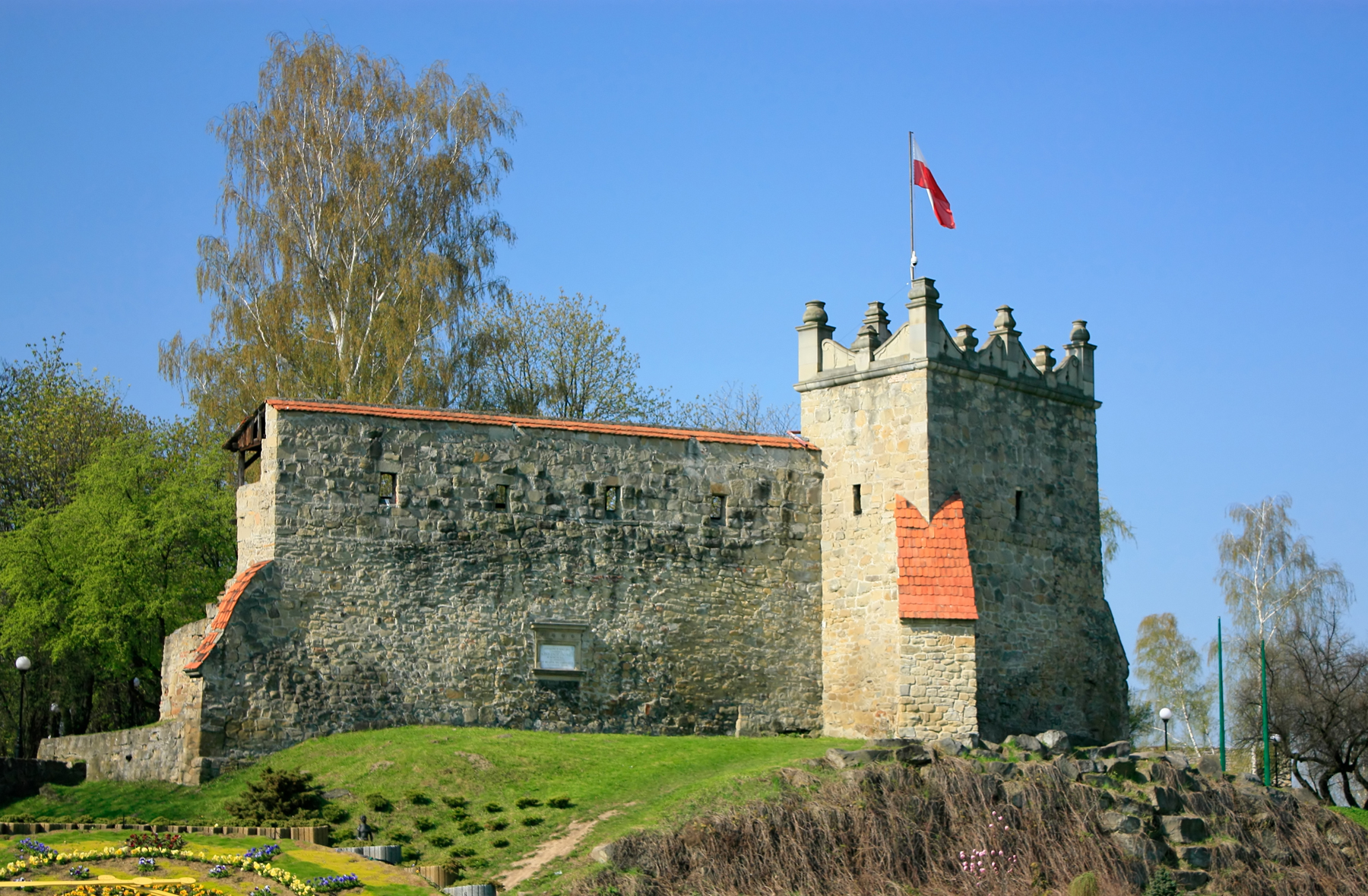
Castell reial
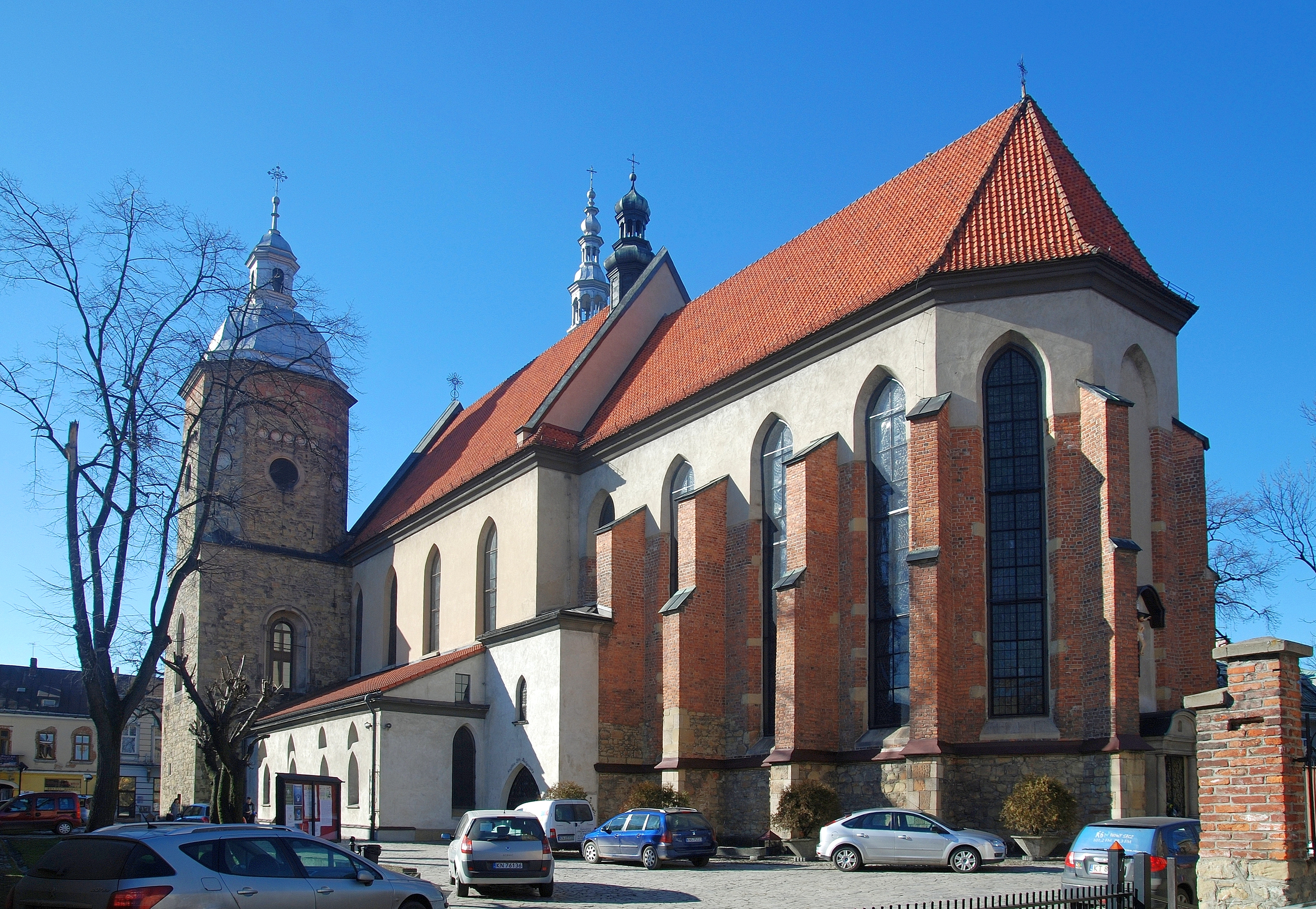
Basílica de Santa Margarida
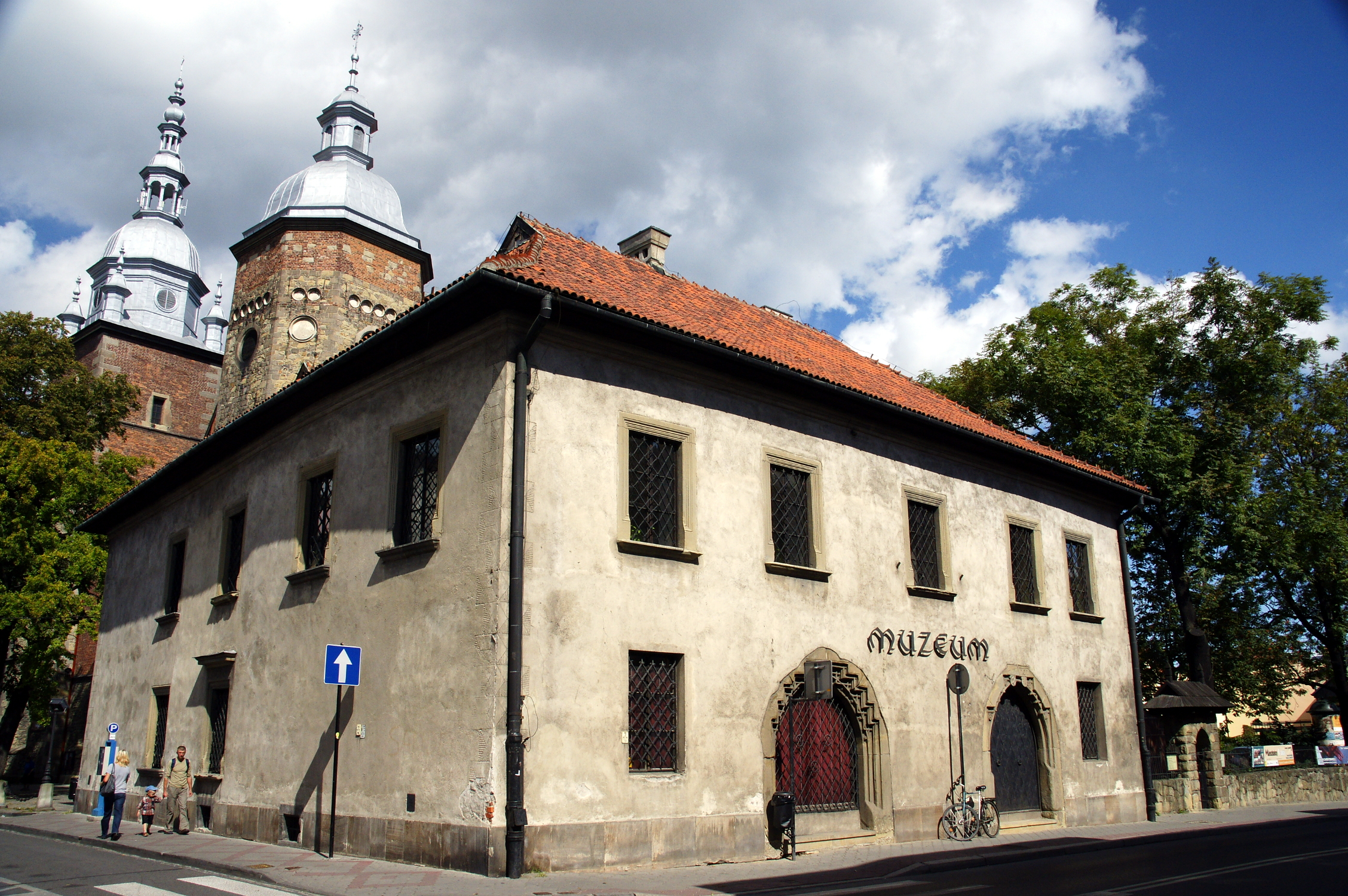
Casa Gòtica i museu regional
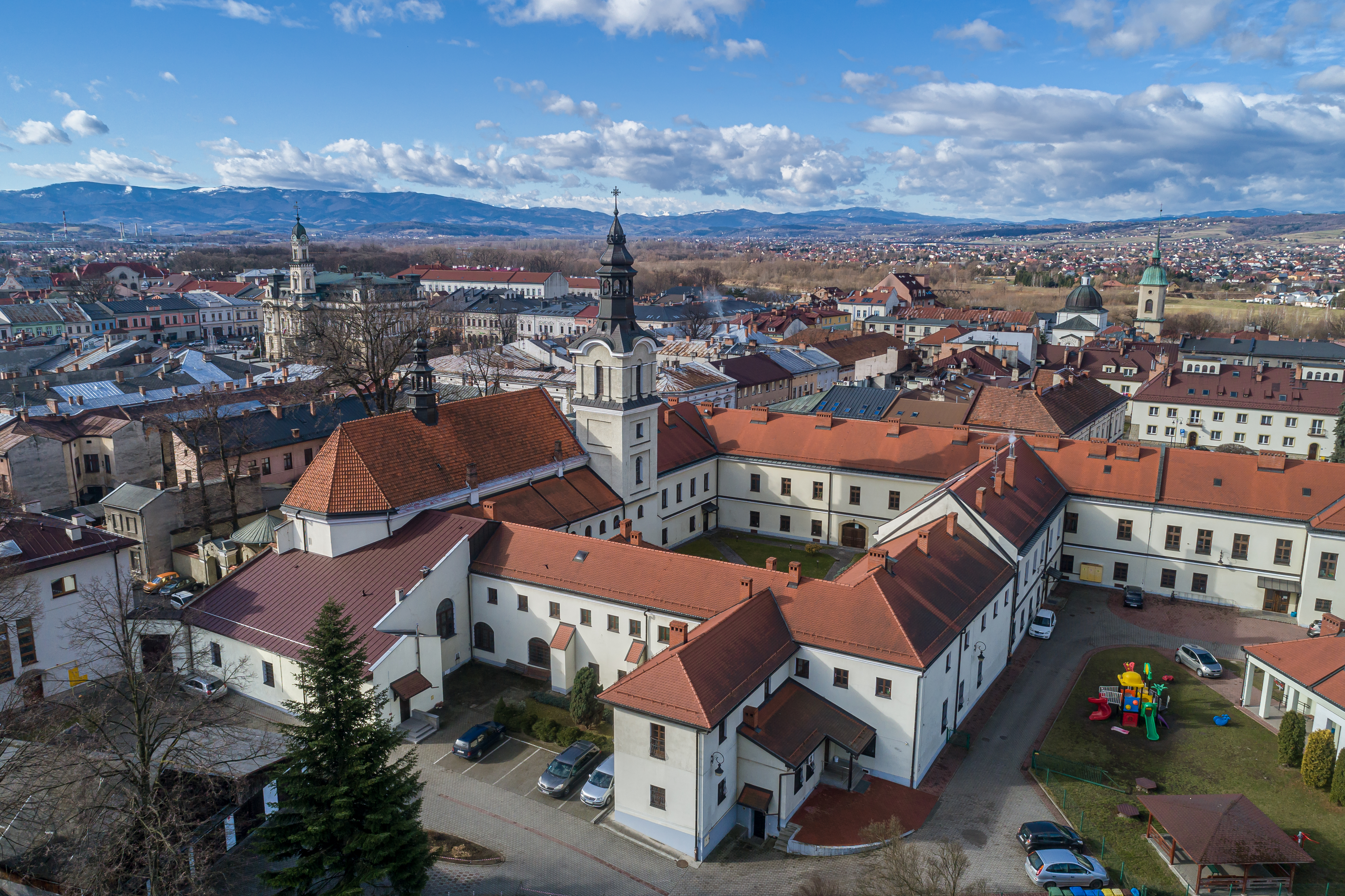
Església de l'Esperit Sant
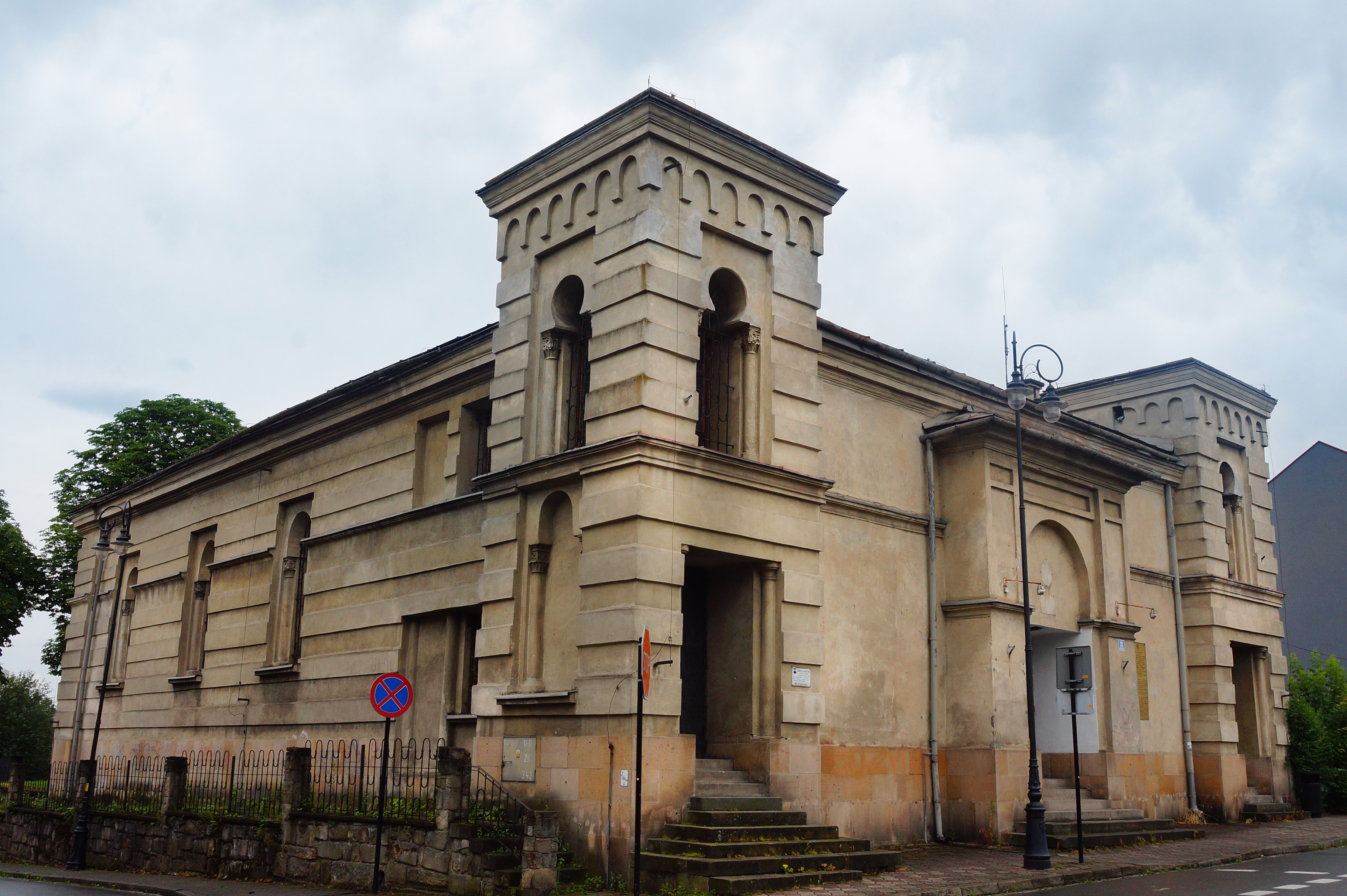
Gran Sinagoga
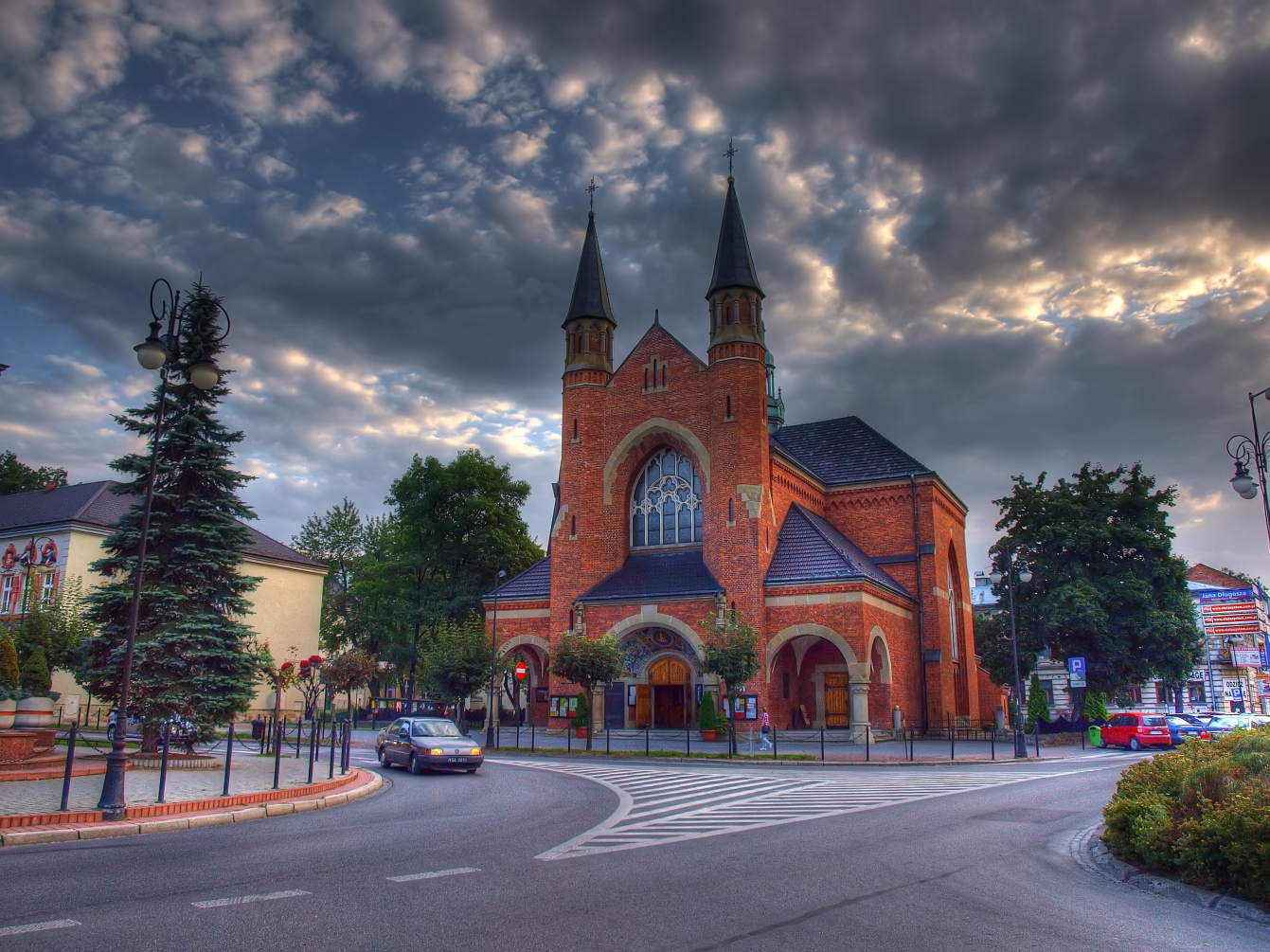
Església de Sant Casimir
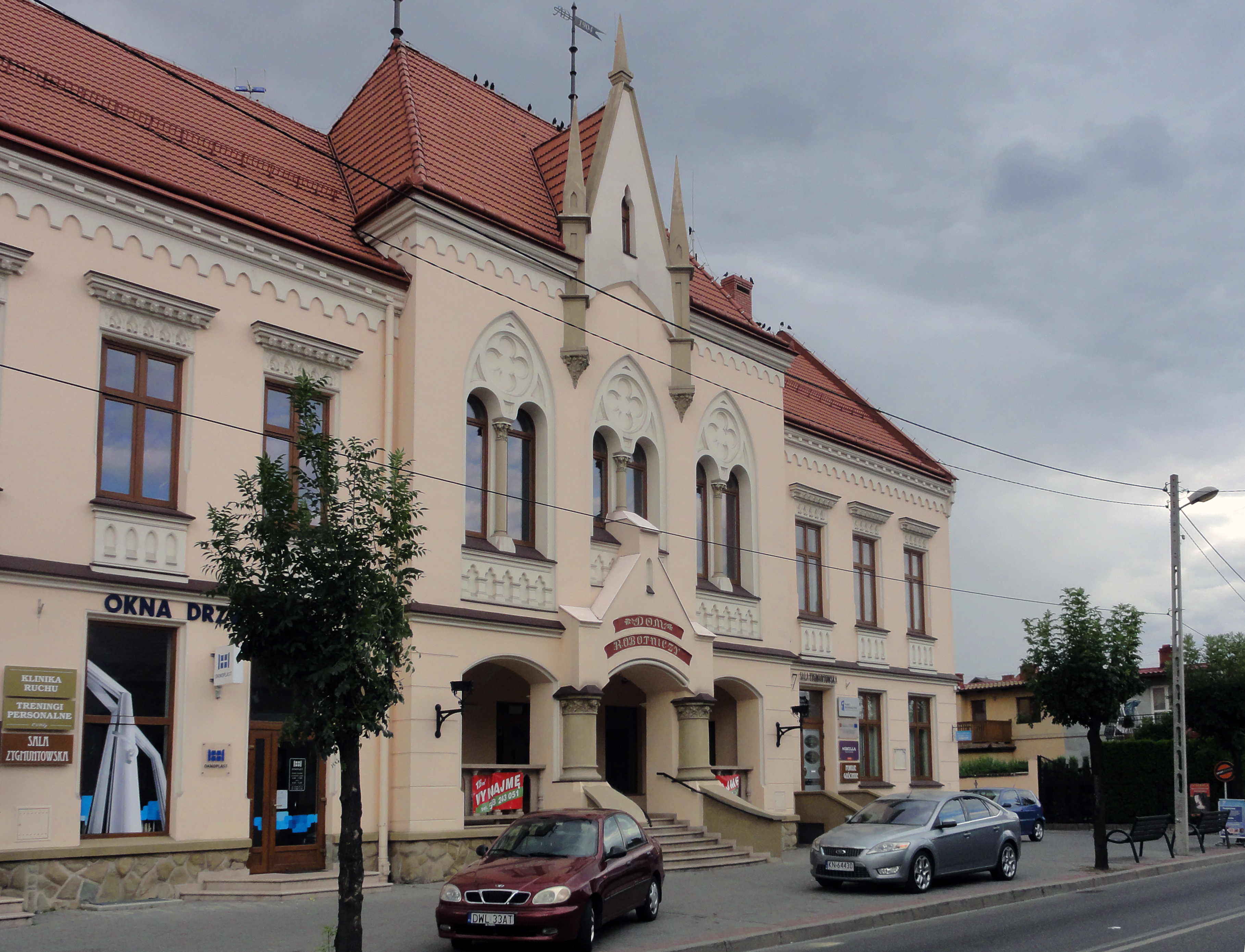
Kolonia Kolejowa
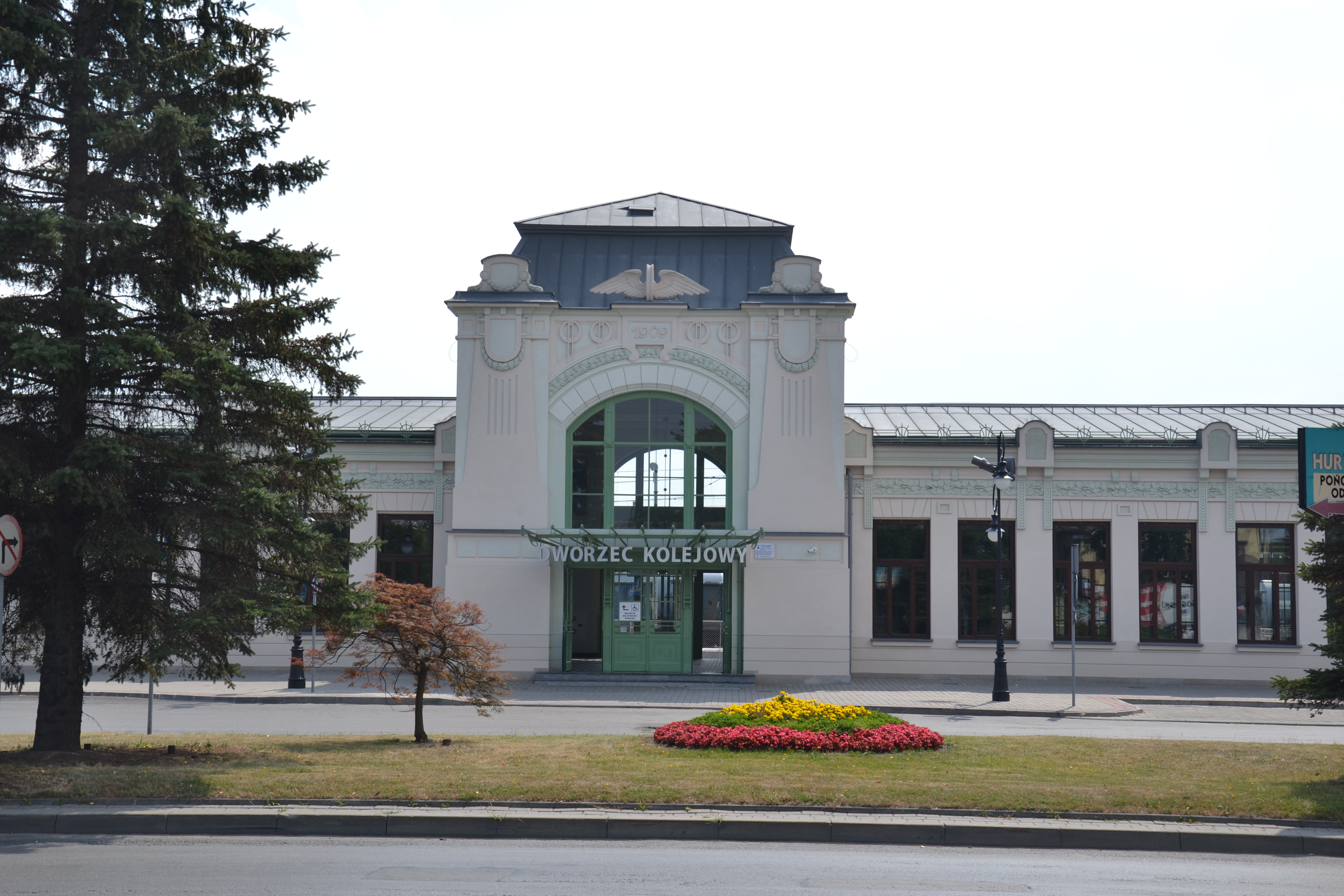
Estació de tren
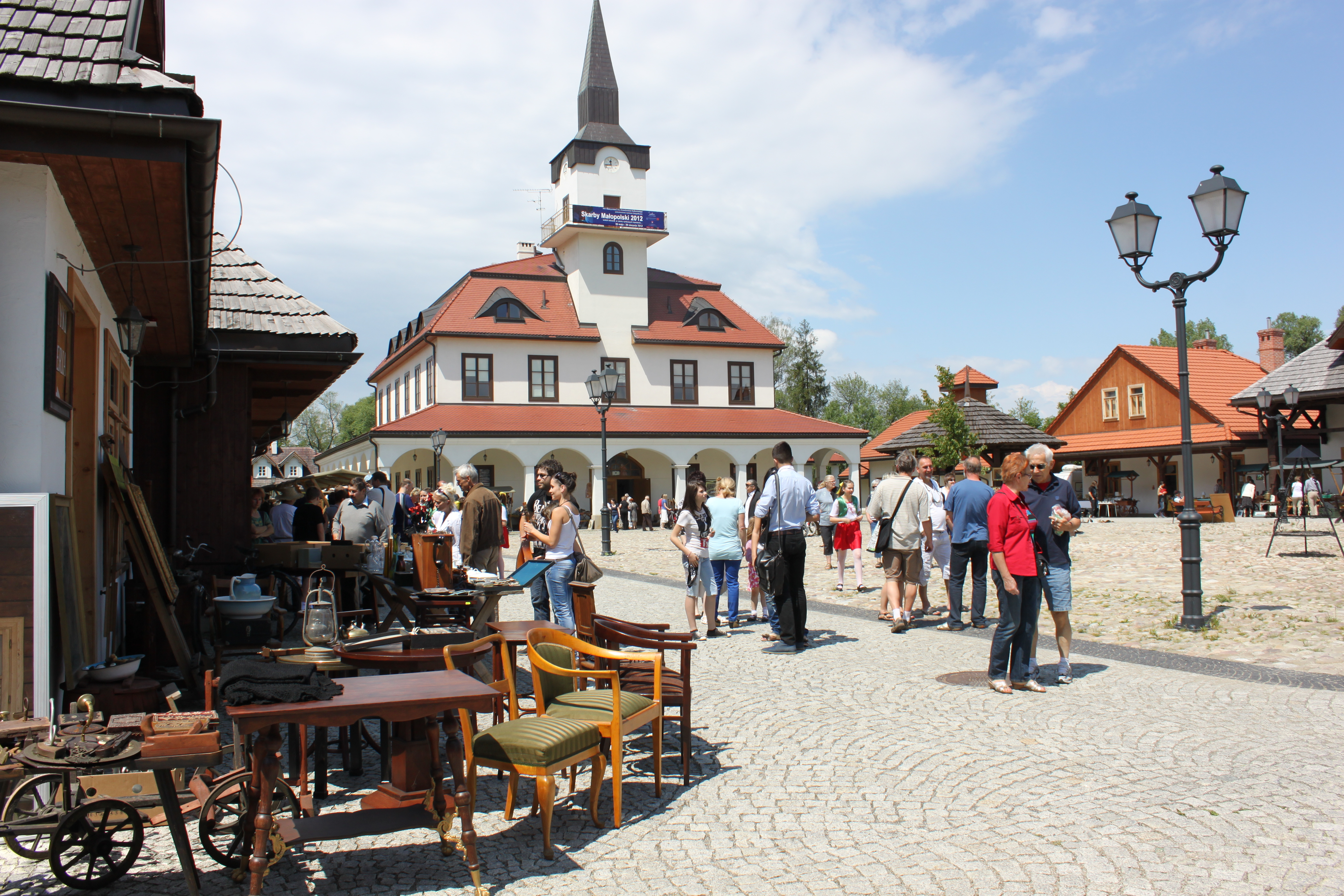
Museu a l'aire lliure Sądecki Park Etnograficzny